# 東京小子
TOKIO（東京小子）是日本傑尼斯事務所旗下樂團形態的偶像團體，於1994年9月21日正式出道，2025年6月25日宣佈解散。

## 簡介
當年出道僅2個月（11月2日）便前進日本武道館舉辦演唱會。同年12月31日，出道短短3個月又10天便受邀參加《NHK紅白歌合戰》，創下紅白初登場的最快紀錄（2005年被WaT打破）。到2017年為止，TOKIO已連續24年登場。
不同於傳統傑尼斯事務所的偶像團體，TOKIO是採搖滾樂團形式的偶像組合，每位團員各司其職，具備現場表演演奏的實力。此外，三位團員除歌唱事業外，也分別跨足綜藝主持、電視劇、舞台、廣播等演出，活躍於各個領域。
2008年7月，由松岡昌宏主演的日劇《暴走兄妹》主題歌暨TOKIO第39張單曲《雨傘》開始，唱片公司合約由環球唱片轉往J Storm Inc.。
2010年2月，TOKIO五人擔任大和運輸的形象代言人，而他們的兩則新廣告也在2月1日開始播出。
2018年5月，山口達也因猥褻事件宣佈從TOKIO退團，以及退出傑尼斯事務所。
2020年7月，樂隊的主音長瀨智也，他宣佈因個人理由，將會於2021年3月從TOKIO退團，以及退出傑尼斯事務所。而餘下3人，為了繼承TOKIO這個由傑尼斯喜多川留下的隊名，會在2021年時組成TOKIO株式會社。
TOKIO株式會社成立之初為傑尼斯事務所全資子公司，2023年起成為三名成員全資持股的公司，由城島茂擔任代表取締役。2024年與傑尼斯事務所後身星達拓娛樂以簽訂合約的形式繼續合作。
2025年6月20日，國分太一因多項違規行為，無限期停止演藝活動。同月25日，TOKIO宣布解散。

## 成員
- 註：個別成員的詳細資訊請參閱各成員條目

### 解散時成員
| 代表色 | 姓名                       | 出生日期       | 出生地     | 血型 | 演奏樂器   | 備註       |
| ------ | -------------------------- | -------------- | ---------- | ---- | ---------- | ---------- |
|        | 城島茂 Joshima Shigeru     | 1970年11月17日 | 日本奈良縣 | O型  | 電吉他     | 取締役社長 |
|        | 國分太一 Kokubun Taichi    | 1974年9月2日   | 日本東京都 | O型  | 鍵盤、鋼琴 | 副社長     |
|        | 松岡昌宏 Matsuoka Masahiro | 1977年1月11日  | 日本北海道 | A型  | 鼓手       | 副社長     |

### 中途退出成員
| 姓名                       | 出生日期      | 出生地       | 血型 | 演奏樂器   | 備註       |
| -------------------------- | ------------- | ------------ | ---- | ---------- | ---------- |
| 小島啟 Kojima Hiromu       | 1976年7月24日 | 日本千葉縣   | AB型 | 吉他       | 1994年離團 |
| 山口達也 Yamaguchi Tatsuya | 1972年1月10日 | 日本埼玉縣   | O型  | 貝斯       | 2018年離團 |
| 長瀨智也 Nagase Tomoya     | 1978年11月7日 | 日本神奈川縣 | O型  | 主唱、吉他 | 2021年離團 |

## 作品
※有關J-FRIENDS身份之活動內容與作品，請參考J-FRIENDS項目。

### 單曲(Single)
以下日期為日本國內發行日
- 1.LOVE YOU ONLY（1994年9月21日）
- 2.明日の君を守りたい ～YAMATO2520～（1994年12月12日）
- 3.うわさのキッス（1995年4月12日）
- 4.ハートを磨くっきゃない（1995年6月21日）
- 5.SoKoナシLOVE（1995年8月21日）
- 6.好きさ~Ticket To Love~（1995年10月21日）
- 7.風になって（1995年12月2日）
- 8.MAGIC CHANNEL（1996年2月26日）
- 9.ありがとう...勇気（1996年7月22日）
- 10.Everybody Can Do！（1996年11月25日）
- 11.フラれて元気（1997年2月11日）
- 12.Julia（1997年5月28日）
- 13.この指とまれ！（1998年3月4日）
- 14.Love & Peace（1998年5月20日）
- 15.君を想うとき／Oh!Heaven（1999年2月17日）
- 16.何度も夢の中でくり返すラブ．ソング（1999年6月30日）
- 17.忘れえぬ君へ…（1999年8月25日）
- 18.愛の嵐（1999年11月10日）
- 19.みんなでワーッハッハ！／愛はヌード（2000年5月31日）
- 20.（2000年9月13日）
- 21.どいつもこいつも／ボクの未來（2001年3月7日）
- 22.メッセージ／ひとりぼっちのハブラシ（訊息／一個人的牙刷）日劇《女婿大人》的主題曲【日本ORICON公信排行榜首週冠軍】（2001年5月30日）
- 23.カンパイ!!（乾杯）（2001年8月8日）
- 24.DR／Only One Song（2001年10月31日）
- 25.花唄（2002年3月6日）
- 26.GREEN（2002年7月10日）
- 27.ding-dong／glider【日本ORICON公信排行榜首週冠軍】（2002年12月4日）
- 28.AMBITIOUS JAPAN！ 【日本ORICON公信排行榜首週冠軍】（2003年10月1日）
- 29.ラブラブ♥マンハッタン／ALIVE-LIFE（2003年12月3日）
- 30.トランジスタ G（グラマー）ガール（2004年3月3日）
- 31.自分のために／for you（2004年11月17日）
- 32.明日を目指して！（2005年12月7日）
- 33.Mr. Traveling Man 【日本ORICON公信排行榜首週冠軍】（2006年2月8日）
- 34.Get Your Dream（2006年6月21日）
- 35.宙船（そらふね）／do! do! do!與中島美雪合作，日劇《My Boss My Hero》的主題曲【日本ORICON公信排行榜首週冠軍】（2006年8月23日）
- 36.ひかりのまちラン・フリー（スワン・ダンスを君と）（2007年3月28日）
- 37.本日、未熟者／Over Drive日劇《受験の神様》主題曲（2007年8月15日）
- 38.青春 SEISYuN日劇《歌姫》主題曲【日本ORICON公信排行榜首週冠軍】（2007年11月28日）
- 39.雨傘／あきれるくらい 僕らは願おう日劇《ヤスコとケンジ》主題曲（2008年9月3日）
- 40.太陽と砂漠のバラ / スベキコト〈日劇「華麗なるスパイ」主題歌〉（2009年8月19日）
- 41.advance（2010年2月3日）
- 42.「―遥か―」【日本ORICON公信排行榜首週冠軍】（2010年6月16日）
- 43.NaNaNa (太陽なんていらねぇ)（2010年8月11日）
- 44.見上げた流星〈日劇「高校生レストラン」主題歌〉（2011年5月25日）
- 45.羽田空港の奇跡〈日劇「13歳のハローワーク 」主題歌〉(2012年2月29日)
- 46.リリック〈日劇「泣くな、はらちゃん 」主題歌〉(2013年2月20日)
- 47.手紙〈日劇「だいじょうぶ3組」主題歌〉(2013年3月20日)
- 48.ホントんとこ/ Future(2013年10月30日)
- 49.LOVE, HOLIDAY.〈JRA 60週年紀念廣告歌〉(2014年5月21日)
- 50.東京ドライブ(2015年10月28日)
- 51.fragile (2016年2月24日)
- 52.愛! wanna be with you...<日劇主題歌> (2016年11月30日)
- 53.雲（クモ） / Story 日劇《深海鱼男》主题曲 (2017年8月30日)

### DVD單曲(DVD Single)
- 僕の戀愛事情と台所事情（2005年11月16日）

### 專輯(Album)
- 1.TOKIO　【在SONY的出道專輯】（1994.11.21）
- 2.TOKIO REMIX　【唯一的remix專輯】（1995.03.08）
- 3.BAD BOYS BOUND（1995.07.03）
- 4.BLOWING（1996.03.25）
- 5.Best EP Selection of TOKIO　【首張精選】（1996.08.26）
- 6.WILD & MILD（1996.08.26）
- 7.Graffiti（1998.04.01）
- 8.電光石夏　【唯一一張迷你專輯】（1998.08.05）
- 9.YESTERDAY & TODAY（2000.02.02）
- 10.Best EP Selection of TOKIO II　【第二張精選】（2001.05.09）
- 11.5 AHEAD　【移籍環球後第一張專輯】（2001.12.05）
- 12.glider（2003.02.19）
- 13.TOK10　【翻唱傑尼斯團體經典作品的紀念專輯】（2004.09.01）
- 14.ACTII（2005.02.02）
- 15.Harvest（2006.10.18）
- 16.sugar（2008.02.20）
- 17.17 （页面存档备份，存于）（2012.08.22）

### 音樂錄影帶集（PV集）
- 1. 5 ROUND（2002年5月22日）
- 2. 5 ROUNDⅡ（2004年5月19日）
- 3. 5 ROUNDⅢ（2007年1月31日）

### 演唱會(Live Concert)
- TOKIO in YAMATO2520～YAMATO2520テーマソングス～[VHS]
- TOKIO FIRST LIVE VIDEO ～ BAD BOYS BOUND '95 ～[VHS]
- TOKIO LIVE 1996[VHS]
- TOKIO LIVE 1997 + SPECIAL BONUS TRACK 1998[VHS]
- TOKIO 1999 LIVE IN 日本武道館～君を想うとき～[DVD/VHS]
- TOKIO LIVE TOUR 2002　5 AHEAD in 日本武道館[DVD/VHS]
- TOKIO 10th anniversary LIVE 2004 [DVD/VHS]
- TOKIO Special GIGs 2006～Get Your Dream～ [DVD]
- TOKIO OVER/PLUS [DVD]
- TOKIO LIVE TOUR 1718 [DVD]
- TOKIO 20th Anniversary Live Tour HEART [DVD]

## 演出
※以下是由團體共同演出之作品。有關各自個人演出作品，請參閱（城島茂、山口達也、國分太一、松岡昌宏、長瀬智也）

### 演唱會
- TOKIO LIVE 1995 「Bad Boy's Business'95」 全國4ヶ所（11公演）(3/12-3/24)
- TOKIO LIVE 1995 「BAD BOY's BOUND '95」 全國7ヶ所（29公演）(8/3-9/3)
- TOKIO CONCERT TOUR 1996 「風になって」 全國3ヶ所（7公演）(1/4-1/15)
- TOKIO CONCERT TOUR 1996 「Hallelujah Go Go」 全國10ヶ所（25公演）(8/11-9/29)
- TOKIO CONCERT TOUR 1997 「Be a HERO～Everybody Can Do!」 全國3ヶ所（8公演）(1/5-1/15)
- TOKIO SPRING CONCERT 1997 「WIND & MILD 」 全國7ヶ所（21公演）(3/20-4/6)
- TOKIO SUMMER CONCERT 1997 「夏まつり」 全國4ヶ所（15公演）(8/14-9/28)
- TOKIO WINTER CONCERT 1997 「BOYS & GIRLS～この指とまれ」 全國3ヶ所（13公演）(12/20-1998/1/7)
- TOKIO SUMMER CONCERT TOUR 1998  全國10ヶ所（23公演）(7/20-8/30)
- J-Friends Countdown Concert 「Asia Biggest Countdown in Dome」（1998/12/31）
- TOKIO SPRING CONCERT'99 「君を想うとき～Heaven」全國7都市19公演（3/26-6/18）
- J-Friends Countdown Concert 「J-FRIENDS MILLENIUM in TOKYO DOME」（1998/12/31）
- TOKIO LIVE TOUR 2000 「YESTERDAY&TODAY」全國9ヶ所（18公演）(2/12-4/1)
- TOKIO CONCERT TOUR 2000 IN 台灣／香港（台北101、 香港Queen Elizabeth Stadium）(10/21-10/26)
- J-Friends Countdown Concert 「J-FRIENDS COUNTDOWN FROM TOKYO」（2000/12/31）
- TOKIO CONCERT TOUR 2001 「どいつもこいつもTKO」（1/26市川市文化會館にて 公開ゲネプロ）全國11ヶ所（23公演）(2/3-4/11)
- J-Friends Countdown Concert 「J-FRIENDS COUNTDOWN in TOKYO」（2001/12/31）
- TOKIO LIVE TOUR 2002「5 AHEAD」全國12ヶ所（25公演）+台灣公演（3公演）(2/2-3/31)
- J-Friends Countdown Concert 「J-FRIENDS COUNTDOWN FROM TOKYO」（2002/12/31）
- TOKIO LIVE TOUR 2003『glider'全國10ヶ所（23公演）(2/1-3/30)
- J-Friends Countdown Concert 「Johnny's Starship Countdown 2003-2004」（東京巨蛋）(2003/12/31)
- JR東海presents TOKIO Live Tour 2004 「AMBITIOUS JAPAN!」（石川厚生年金會館、新潟縣民會館、岩手縣民會館、仙台サンプラザホール、北海道厚生年金會館、名古屋國際會議場センチュリーホール、大阪城ホール、福岡サンパレス、日本武道館、広島厚生年金會館）(1/31-3/28)
- TOKIO 10th anniversary LIVE 2004「TOKIO 10週年記念公演」（大阪城ホール、名古屋レインボーホール、日本武道館）(9/11-9/19)
- Countdown Concert 「Johnnys'「BIG SURPRISE」Countdown」（東京巨蛋）(2004/12/31)
- TOKIO LIVE TOUR 2005（北海道厚生年金會館、福岡サンパレス、名古屋國際會議場センチュリーホール、石川厚生年金會館、新潟縣民會館、大阪城ホール、日本武道館、広島厚生年金會館、岩手縣民會館、仙台サンプラザホール）(2/5-3/31)
- Countdown Concert 「～Johnnys' Countdown 2005-2006～見なきゃソンSONG『PRIDEかけてジャニーズ歌合戦』at TOKYO DOME since 1998」（2005/12/31）
- TOKIO 明日を目指して! LIVE TOUR!! 2006（石川厚生年金會館、新潟縣民會館、岩手縣民會館、仙台サンプラザホール、福岡サンパレス、大分・iichikoグランシアタ、名古屋國際會議場センチュリーホール、北海道厚生年金會館、日本武道館、大阪城ホール）(2/4-3/31)
- TOKIO Special GIGs 2006 ～Get Your Dream～ (Zepp Fukuoka、Zepp Sendai、Zepp Sapporo、Zepp Tokyo、Zepp Nagoya、Zepp Osaka)(8/14-9/15)
- Countdown Concert 2006-2007（東京巨蛋）(2006/12/31)
- Countdown Concert 「10年目だよ！見なきゃソンSONGジャニーズカウントダウン歌合戦」（東京巨蛋）(2007/12/31)
- 「★TOKIO LIVE TOUR 2008★ SUGAR」（日本武道館、大阪城ホール、日本ガイシスポーツプラザガイシホール（舊名古屋レインボーホール）(3/8-3/30)
- TOKIO SUMMER FILM LIVE '08（ウェルシティ札幌（北海道厚生年金會館）、仙台サンプラザホール、新潟縣民會館、ウェルシティ金澤（石川厚生年金會館）、盛岡市民文化ホール、福島縣文化中心、佐賀市文化會館 大ホール、長崎ブリックホール、廣島ALSOKホール（舊 廣島郵便貯金ホール）、とりぎん文化會館 梨花ホール（鳥取縣立縣民文化會館）、京都會館第一ホール、なら100年會館、PACIFICO橫濱 國立大ホール）(7/27-8/31)

### 電視節目

#### 現在
- 鐵腕DASH（ザ!鉄腕!DASH!!）日本電視台
- TOKIOカケル 富士电视台

#### 過去
- ガチンコ!（DASH!）（東京放送）（台譯：駭哥任務）
- 大笑點（日本電視台）
- 生命38億年スペシャル・人間とはなんだ!?Ⅴ（東京放送）
- TOKIO戀の予感（日本電視台）
- TOKIO史上最大の特番！（日本電視台）
- TOKIOでナイト（日本電視台）
- 桜っ子クラブ（朝日電視台）（與內海光司・SMAP共同演出）
- クイズ!年の差なんて（CX系）
- 男女8人戀愛ツアー!TOKIOのな・り・ゆ・き!!（CX系）（「戀愛巴士」節目的前身）
- Never Give Up!TOKIO（ねばぎば!TOKIO）（CX系）
- Sports Partyただいま夢中!（CX系）
- TOKIO HEADZ!（東京放送）
- Toki-kin急行好きだよ!好きやねん（東京放送）（與KinKi Kids共同演出）
- マジカル頭脳パワー!!（日本電視台）
- さんまのスーパーからくりTV（東京放送）
- 天使の仮面（朝日電視台）
- ★愛と誠★（東京放送）
- アイドルオンステージ（NHKBS2）
- 東京小子（メントレG）（富士電視台）（台譯：「東京小子G情報」（三立都會台）、「算命大師」（TVBS）、「東京小子」（國興衛視））（由1999年10月8日起直至2008年9月14日最後一集播出，メントレG結束了為期九年的節目，並由TOKIO的新節目5LDK接力）
- 5LDK（5LDK）（富士電視台）
- 一流選手とマジ対決！TOKIO☆ドリームチャレンジ！！（富士電視台）
- 新春TOKIO生放送ドリームチャレンジ！神ワザ人間大集合SP（富士電視台）
- 大航海ごはん（NHK）

### 廣播
- TOKIO CLUB（1992年4月－1994年3月、TBS廣播）
- TOKIO SPECIAL～YESTERDAY&TODAY（2000年、NACK5、1日限りの特番）
- NAGASE The Standard （JFN）（2015年10月1日- ）

### 舞台劇
- ハローマック音樂劇「我的灰姑娘」（1990年、青山劇場）

城島・國分・松岡・小島啟（已退團）4人演出。
- PLAYZONE'90　MASK（1990年7-8月、青山劇場／大阪フェスティバルホール）

城島・山口・國分・松岡・小島啟（已退團）5人演出。
- 聖鬥士星矢音樂劇（1991年8月15日－9月1日、青山劇場）

由SMAP主演，TOKIO演出黃金聖鬥士4人。
- PLAYZONE'91　SHOCK（1991年7-8月、青山劇場／大阪フェスティバルホール）

長瀬從這年起加入，小島啟（已退團）退岀。
- PLAYZONE'92　さらばDiary（1992年7-8月、青山劇場／大阪フェスティバルホール）

## 外部連結
- Johnny's net > TOKIO （页面存档备份，存于） - 傑尼斯事務所TOKIO官方網頁
- J Storm TOKIO官方網頁 （页面存档备份，存于）
- TOKIO - Sony Music （页面存档备份，存于）
- 株式會社TOKIO
- 株式會社TOKIO的X（前Twitter）